# Conseil d'État (Luxembourg)
Pour les articles homonymes, voir Conseil d'État.
Hôtel du Conseil d'État
5, rue Sigefroi
L-2536 Luxembourg
 Luxembourg
Au Luxembourg, le Conseil d'État (en allemand : Staatsrat ; en luxembourgeois : Staatsrot) forme une institution indépendante qui a pour mission de conseiller le gouvernement et la Chambre des députés.

## Historique

### La création du Conseil d'État
Quand Guillaume II meurt en 1849, son fils Guillaume III lui succède. Celui-ci est animé du désir de restaurer l'autorité monarchique et de réformer la Constitution libérale de 1848. Pour justifier son action, il prend pour prétexte ses obligations envers la Confédération germanique, à laquelle le Luxembourg appartient depuis le Congrès de Vienne en 1815. La Chambre des députés est hostile aux tendances de révision constitutionnelle. Le projet de réforme, élaboré par le Gouvernement avec le concours du Prince Henri, frère du Roi-grand-duc, lieutenant-représentant, se heurte à l'opposition de la Chambre qui retire sa confiance au Gouvernement. Le 27 novembre 1856, Guillaume III lance une proclamation et le même jour il publie l'ordonnance portant révision de la Constitution en un sens autocratique et réactionnaire.
Le projet de réforme constitutionnelle comprend, entre autres, la création d'un conseil d'État, en précisant que « pour la législation, le Conseil d'État tiendra lieu d'une deuxième Chambre ; son action deviendra une garantie pour la maturité des lois. […] Pour l'administration, il formera le grand conseil du Gouvernement, en même temps qu'un tribunal administratif. Prêtant au Gouvernement un appui précieux pour l'examen de toutes les questions touchant aux intérêts généraux, il protégera les intérêts privés contre l'arbitraire et les erreurs de l'administration ».
L'article 76 de la nouvelle Constitution, dite « octroyée », dispose de la création de ce conseil en prévoyant qu'il y aura, à côté du Gouvernement « un conseil » qui a pour mission d'émettre un avis sur tous les projets de loi et les amendements qui pourraient y être proposés, de régler les questions du contentieux administratif et de donner son avis sur toutes autres questions qui lui seront déférées par le Roi-grand-duc ou par les lois.

### L'introduction de la dispense du second vote constitutionnel

Page de titre et premier chapitre de la Constitution de 1868.

La première organisation du Conseil d'État, décrétée par ordonnance royale grand-ducale en 1857, s'inspire d'un modèle néerlandais (lui-même inspiré du modèle français). Le Conseil d'État se compose alors de neuf membres au moins et de quinze au plus, nommés et révoqués par le Roi-grand-duc. Un comité spécial, le Comité du contentieux, composé de cinq à sept de ces membres, est chargé du contentieux administratif. Deux anciens présidents du Gouvernement et cinq anciens ministres figurent parmi les onze premiers membres nommés au Conseil d'État.
La deuxième loi organique du Conseil d'État de 1866 fixe le nombre des conseillers d'État à quinze dont sept forment le Comité du contentieux. Les conseillers qui ne font pas partie du comité sont, comme sous l'organisation antérieure, nommés et révoqués directement par le Roi grand-duc, mais aucun membre du Conseil d'État ne peut être révoqué qu'après que le Conseil aura été entendu. Les membres du Comité du contentieux sont nommés par le Roi-grand-duc, sur proposition de la Chambre, pour une durée de six ans.
Le développement des relations internationales, tels la dissolution de la Confédération germanique et le statut de neutralité du Luxembourg introduit par le Traité de Londres du 11 mai 1867, nécessitent une révision de la Constitution. C'est l'occasion pour éliminer le principe autoritaire introduit en 1856 et modifier le texte constitutionnel dans un sens progressif et libéral. Malgré tout, l'institution du Conseil d'État est maintenue. L'idée de la création d'un sénat, suggérée par le Conseil d'État lui-même, est toujours écartée en raison de la faible importance du territoire. Pour parer à l'absence d'une deuxième chambre, les auteurs de la Constitution de 1868 prévoient que toutes les lois sont à soumettre à un second vote dans un intervalle d'au moins trois mois, à moins que le Parlement, en accord avec le Conseil d'État, n'en décide autrement.

### Des réformes institutionnelles
Au cours de la Première Guerre mondiale, l'occupant allemand respecte un tant soit peu la Constitution et les lois du pays en laissant perdurer une administration autonome.
En 1918, le Luxembourg est soumis à des tensions sociales dues à la situation dramatique du ravitaillement et à l'inflation. Le pays est également plongé dans une profonde crise politique qui remet en question le fonctionnement des institutions. Le Conseil d'État, tout comme la dynastie et la Chambre des députés, n'est pas épargné par les critiques. Ainsi le quotidien luxembourgeois le plus important, le « Luxemburger Wort », reproche au Conseil d'État et à ses membres d'être responsables de la récente crise ministérielle. En raison de ces affirmations, le directeur de ce journal, Jean Origer (lb), est condamné par le Tribunal d'arrondissement de Luxembourg pour outrage à corps constitué à payer une amende de 200 francs et à publier le jugement dans un prochain numéro. Quand la guerre prend fin, des mouvements de révolte éclatent au Luxembourg, comme dans plusieurs autres pays d'Europe. Le Gouvernement fait appel à des troupes françaises pour calmer la situation.
En 1919, la Constitution est soumise à une révision profonde. Désormais, la souveraineté réside dans la Nation. L'introduction du suffrage universel pour tous les citoyens luxembourgeois, hommes et femmes, âgés d'au moins 21 ans, et de la représentation proportionnelle, modifie durablement le paysage politique. Le suffrage universel met définitivement fin au régime des notables qui gouvernaient sous le couvert du système censitaire et inaugure une ère dominée par les partis politiques. La légitimité du régime monarchique sort renforcée du référendum du 28 septembre 1919, à l'occasion duquel une large majorité de la population se prononce en faveur du maintien de la monarchie et de la dynastie. Cependant, le chef de l'État n'a plus d'autres pouvoirs que ceux que lui attribuent formellement la Constitution et les lois.
Le Conseil d'État, quant à lui, sort inchangé de ce bouleversement institutionnel.

### La dissolution et le renouvellement
Le 10 mai 1940, les troupes allemandes envahissent le territoire luxembourgeois. Le Conseil d'État continue de siéger jusqu'à ce que le gauleiter Gustav Simon décide de sa dissolution en octobre 1940.
En septembre 1944, les membres du Gouvernement qui s'étaient retirés à l'étranger lors de l'invasion allemande rentrent au pays et reprennent leurs fonctions. La grande-duchesse Charlotte est accueillie par le peuple luxembourgeois en liesse, le 14 avril 1945, après quatre années d'exil. Même si les institutions existantes avant l'invasion reprennent leurs activités, le Conseil d'État est dissout le 16 novembre 1945 par arrêté grand-ducal au motif que sa composition « ne correspond plus aux exigences de la situation actuelle ». Seulement quatre conseillers d'État sur les douze ayant siégé avant la guerre obtiennent une nouvelle nomination.

### La révision de la composition
À la fin des années 1950, un débat général au sujet de la composition et des missions du Conseil d'État a lieu entre le Gouvernement, la Chambre des députés et le Conseil d'État. L'avis du Conseil d'État au sujet d'une proposition de loi le concernant est suivi par le législateur. La loi qui en découle en 1961 modifie plus particulièrement la composition du Conseil d'État et le mode de désignation de ses membres.
Dorénavant, le Conseil d'État est composé de vingt-et-un conseillers dont onze forment le Comité du contentieux. En 1972, alors que la fonction est viagère jusque là, la limite d'âge des conseillers d'État est fixée à 72 ans. Par la même occasion, une prérogative introduite pour le Grand-duc lui permet de nommer directement des membres de sa famille au-delà du nombre établi de conseillers.
L'ancienne procédure, permettant à la Chambre des députés de proposer une liste de trois candidats au souverain pour chaque nomination au Comité du contentieux, est abolie. Toutefois, ce modèle est repris pour la désignation de l'ensemble des membres. Ainsi, les conseillers d'État sont toujours nommés par le Grand-duc. Le remplacement se fait alternativement et dans l'ordre, par nomination d'un de trois candidats présentés par la Chambre des députés et par nomination d'un de trois candidats présentés par le Conseil d'État. Ce nouveau mode de désignation est considéré par ses auteurs comme une « démocratisation » de l'institution.

### L'indépendance formelle
C'est en 1989 que l'indépendance du Conseil d'État est formellement consacrée dans la Constitution. Le texte relatif au Conseil d'État ayant figuré jusque-là dans la Constitution sous le chapitre relatif au Gouvernement, est déplacé dans un chapitre à part. Dans cette perspective, on marque son autonomie à l'égard du Gouvernement et pour indiquer de manière plus précise ses attributions, notamment en sa qualité de juridiction administrative.
Les acteurs de cette révision constitutionnelle ont d'ailleurs conclu que le libellé du nouveau texte constitutionnel ne s'opposerait pas à une séparation complète, au niveau des personnes, entre les conseillers d'État exerçant la fonction consultative et ceux exerçant la fonction juridictionnelle.

### Une réforme capitale
La réforme la plus incisive depuis sa création est apportée au Conseil d'État en 1996. À la base de cette réforme se trouve l'arrêt Procola de la Cour européenne des droits de l'homme du 28 septembre 1995. Dans cette affaire ayant trait à des quotas laitiers, les juges de Strasbourg ont en effet estimé que la composition du Comité du contentieux ne remplit pas l'exigence d'impartialité découlant de la Convention européenne de sauvegarde des droits de l'Homme et des libertés fondamentales. En effet, quatre conseillers d'État sur les cinq qui ont siégé dans l'affaire appliquent un texte de loi au sujet duquel ils avaient déjà auparavant contribué à émettre un avis dans le cadre de la mission consultative du Conseil d'État. D'après la Cour européenne des droits de l'Homme, Procola a pu légitimement craindre que les membres du Comité du contentieux se sentent liés par l'avis donné précédemment. Ce simple doute suffit à altérer l'impartialité du comité.
En retenant les propositions faites par le Conseil d'État dans son avis sur le projet de loi portant réforme du Conseil d'État, le Constituant lui enlève ainsi la fonction juridictionnelle à compter du 1er janvier 1997, en supprimant le Comité du contentieux, pour la confier à un tribunal administratif en première instance et à une cour administrative en appel. Cette réforme introduit deux nouveautés supplémentaires. La durée de la fonction de conseiller d'État est dorénavant limitée à 15 ans, non renouvelable, et le Conseil d'État peut se voir imposer un délai de trois mois pour émettre son avis dans le cadre de la procédure législative.

### Le renforcement de la légitimité
À la suite d'une large consultation des groupes et sensibilités politiques représentés à la Chambre des députés au sujet d'une éventuelle réforme du Conseil d'État, la loi du 16 juin 2017 sur l'organisation du Conseil d'État a remplacé la loi modifiée du 12 juillet 1996 portant réforme du Conseil d'État.
Une des principales innovations de cette nouvelle loi consiste à adapter la composition du Conseil d'État de manière à assurer une représentativité équitable des courants politiques siégeant à la Chambre des députés. Le système de nomination instauré en 1961 a été maintenu, tout en y apportant deux modifications : la nomination directe du Grand-duc est remplacée par la nomination sur proposition du Gouvernement et la liste des trois candidats présentée par la Chambre des députés et par le Conseil d'État est remplacée par la proposition d'un seul candidat au Grand-duc. La durée du mandat de conseiller d'État a été limitée à une période continue ou discontinue de douze ans.

## Rôle
Le Conseil d'État émet un avis sur tous les projets et propositions de loi, sur les amendements et les afférents, ainsi que sur toutes autres questions qui lui sont déférées par le Gouvernement ou par les lois. Si le Conseil d'État estime qu'un projet de loi, une proposition de loi ou tout amendement y afférent comporte des dispositions non conformes à la Constitution, aux traités internationaux auxquels le Luxembourg est partie, aux actes juridiques de l'Union européenne ou aux principes généraux du droit, il en fait mention dans son avis. Il en fait de même, s'il estime un projet de règlement contraire à une norme de droit supérieure.
Dans la mesure où le Conseil d'État peut appeler l'attention du Gouvernement sur l'opportunité de nouvelles lois ou de nouveaux règlements ou de modifications à introduire dans les lois et règlements existants, il dispose d'un pouvoir sui generis en matière législative et réglementaire. Le Gouvernement, avant de soumettre au Conseil d'État un projet de loi ou de règlement, peut demander son avis sur le principe.

### En matière législative
Les projets de loi et les amendements gouvernementaux sont communiqués au Conseil d'État par l'intermédiaire du Premier ministre, ministre d'État. Les propositions de loi et les amendements parlementaires sont directement adressés au président du Conseil d'État par le président de la Chambre des députés. Les avis sont motivés et comportent des considérations générales, un examen des articles et, le cas échéant, des propositions de texte.
Si la Chambre des députés a déjà procédé au vote article par article d'un projet de loi et que tous les articles n'ont pas encore fait l'objet d'un avis du Conseil d'État, celui-ci doit émettre son avis dans un délai de trois mois au plus tard à partir de la date de la communication des dispositions au Conseil. Faute d'avis dans ce délai, la Chambre peut passer au vote sur l'ensemble de la loi.
Théoriquement, tous les projets et propositions de loi doivent subir deux votes successifs de la Chambre des députés sur l'ensemble de la loi. Entre les deux votes, il doit y avoir un intervalle de trois mois au moins. Toutefois, la Chambre peut dispenser les textes du second vote, mais cette dispense ne devient effective que si le Conseil d'État se déclare d'accord, ce qui, en pratique, est le plus souvent le cas.

### En matière réglementaire et administrative
En principe, les projets de règlement pris pour l'exécution des lois et des traités ne peuvent être soumis au Grand-duc qu'après que le Conseil d'État a été entendu en son avis. En cas d'urgence, à apprécier par le souverain, le Gouvernement peut cependant se dispenser de l'avis du Conseil. Cependant, ce n’est pas le cas si la loi exige formellement l'avis du Conseil d'État.
Dans les matières réservées à la loi par la Constitution, le Conseil d'État peut demander au Gouvernement de le saisir des projets des règlements visés à l'article 32, paragraphe 3, de la Constitution, avant de donner son avis sur un projet de loi qui prévoit l'adoption de ces règlements.
Finalement, le Gouvernement peut demander l'avis du Conseil d'État sur toutes questions.

## Organisation des séances publique et plénière
Les assemblées en séances plénière et publique se composent du président, des deux vice-présidents et de tous les autres membres du Conseil d'État ainsi que du secrétaire général. L'assemblée se prononce en séance publique sur la dispense du second vote constitutionnel accordée aux projets ou propositions de loi votés par la Chambre des députés (article 59 de la Constitution).
Les séances plénières se tiennent à huis clos et ont pour compétences :
- d'approuver à la majorité des voix tous les projets d'avis et de délibération ;
- de proposer un candidat au Grand-duc en cas de cooptation de nouveaux membres ainsi que de proposer le secrétaire général à la nomination par le Grand-Duc ;
- d'adopter les propositions budgétaires du Conseil d'État ;
- de se prononcer sur la démission, la réprimande, l'exclusion temporaire des fonctions et la révocation d'un conseiller d'État.

Le Conseil d'État ne peut prendre de résolution, si la majorité de ses membres en fonction n'est pas présente. Les avis sont motivés et comportent des considérations générales, un examen des articles et, le cas échéant, des propositions de texte. Chaque membre du Conseil d'État peut soumettre aux délibérations en séance plénière une opinion dissidente qui peut être appuyée par un ou plusieurs autres conseillers. Les opinions dissidentes sont annexées à l'avis du Conseil d'État et indiquent le nombre de conseillers qui ont voté en leur faveur.
Les résolutions du Conseil d'État sont arrêtées à la majorité des voix. Elles indiquent le nombre de conseillers qui y ont participé, le nombre de ceux qui ont voté pour et le nombre de ceux qui ont voté contre. Les avis relatifs aux affaires soumises aux délibérations du Conseil d'État par le Gouvernement ne peuvent être communiqués qu'au Gouvernement. Ces avis peuvent être rendus publics sur décision du Gouvernement. Les avis concernant des projets ou des propositions de loi qui ont déjà fait l'objet d'un dépôt ou d'une communication à la Chambre des députés, ainsi que les avis sur les projets de règlement grand-ducal, sont publics.

## Organisation
Le Conseil d'État est composé de 20 conseillers, dont 11 au moins doivent être détenteurs d'un diplôme d'enseignement supérieur en droit. Ce nombre ne comprend pas les membres de la famille grand-ducale.

### Bureau
Le président et les deux vice-présidents forment le Bureau. Le Bureau a pour mission : de décider des questions relatives à l'organisation des travaux ; d'établir la liste et la composition des commissions ; d'examiner l'opportunité de nouvelles lois ou de nouveaux règlements concernant l'organisation et le fonctionnement de l'institution et d'élaborer les propositions budgétaires.

#### Président

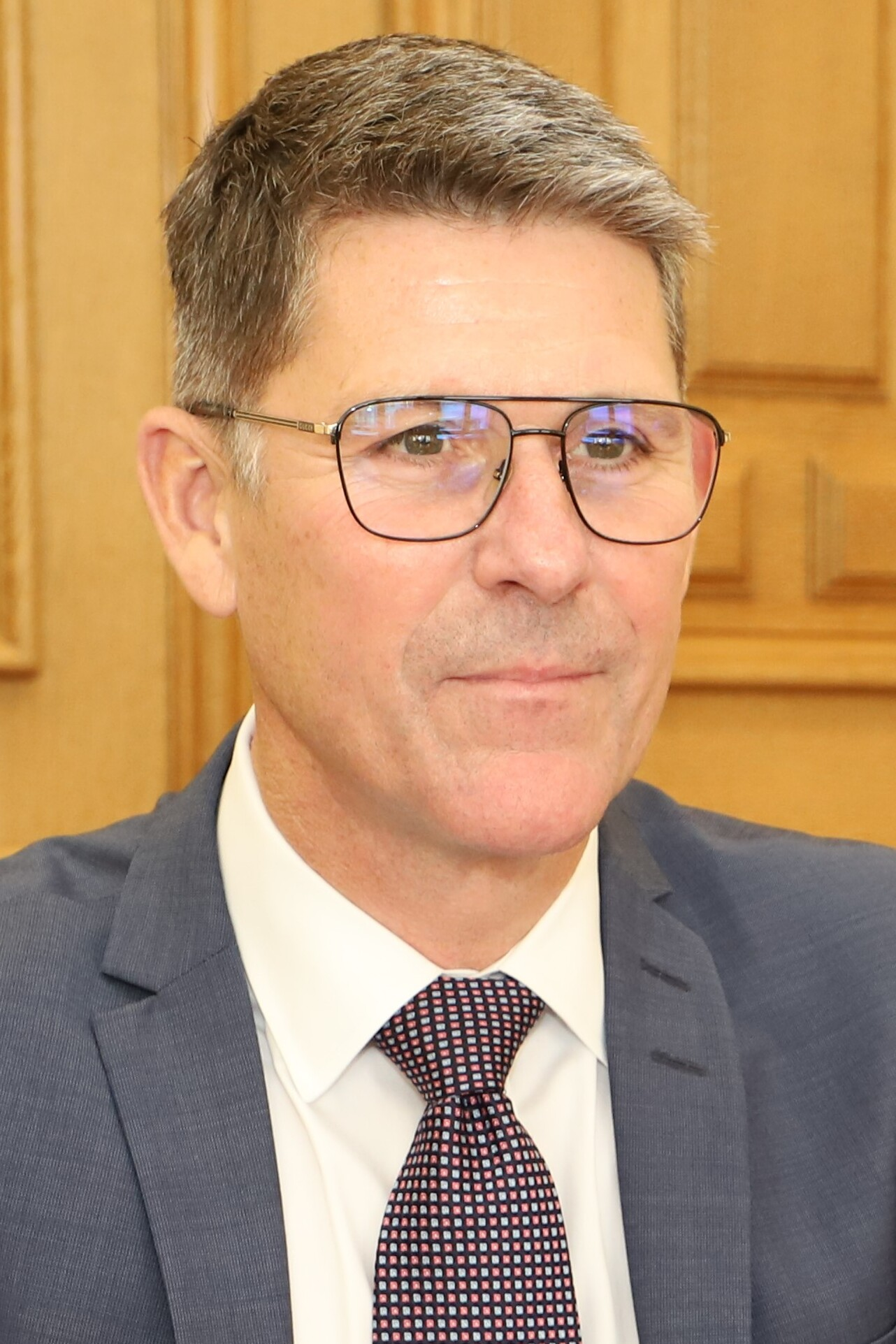
Marc Thewes (depuis 2024)

Le président représente le Conseil d'État et veille à son bon fonctionnement et au respect des règles déontologiques. Le président convoque le conseil en séances publique et plénière, toutes les fois qu'il le juge nécessaire aux besoins de l'institution. Il en fixe l'ordre du jour et dirige les débats.
Le président est nommé par le Grand-duc, pour une durée de trois ans, parmi les membres du Conseil d'État. Un conseiller peut seulement être nommé président s'il peut assumer ses fonctions de président pour une durée minimale d'un an. En cas d'absence, d'empêchement ou de vacance de poste, la présidence est assurée par le vice-président le plus ancien en rang ou, à défaut de vice-présidents, par le membre du Conseil d'État le plus ancien en rang.

#### Vice-présidents

Alain Kinsch (depuis 2021)
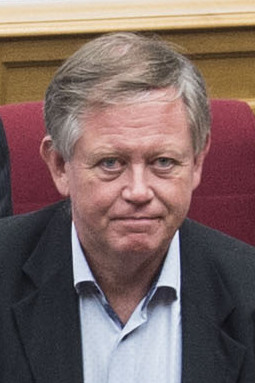
Alex Bodry (depuis 2024)

### Conseillers
Le Grand-duc héritier est désigné par nomination directe du Grand-duc. La fonction de conseiller d'État prend fin après une période continue ou discontinue de 12 ans, ou au moment où l'intéressé a atteint l'âge de 72 ans. En cas de départ volontaire ou lorsqu'une maladie grave et irréversible ne lui permet plus de remplir ses fonctions, il est révoqué par le Grand-duc, sur proposition du Conseil d'État.
Guillaume est nommé conseiller d'État le 10 juin 2005 et perd automatiquement son siège lors de son accession à la fonction de Lieutenant-Représentant du Grand-duc le 8 octobre 2024. Le poste réservé au Grand-duc héritier devrait donc rester inoccupé au moins jusqu'en 2038, quand son fils Charles atteindra la majorité.
- Lucien Lux
(depuis 2013)
- Jeannot Nies (lb)
(depuis 2015)
- Dan Theisen (lb)
(depuis 2015)
- Héloïse Bock (lb)
(depuis 2015)
- Marc Colas (lb)
(depuis 2015)
- Isabelle Schlesser
(depuis 2016)
- Véronique Stoffel (lb)
(depuis 2018)
- Yves Wagener (lb)
(depuis 2019)
- Deidre Du Bois (lb)
(depuis 2019)
- Marc Meyers (lb)
(depuis 2021)
- Josiane Pauly (lb)
(depuis 2021)
- Monique Adams (lb)
(depuis 2022)
- Paul Wirtgen (lb)
(depuis 2022)
- Luc Feller (lb)
(depuis 2024)
- Alex Penning (lb)
(depuis 2024)
- Thierry Schuman (lb)
(depuis 2024)
- Lynn Frank (lb)
(depuis 2025)

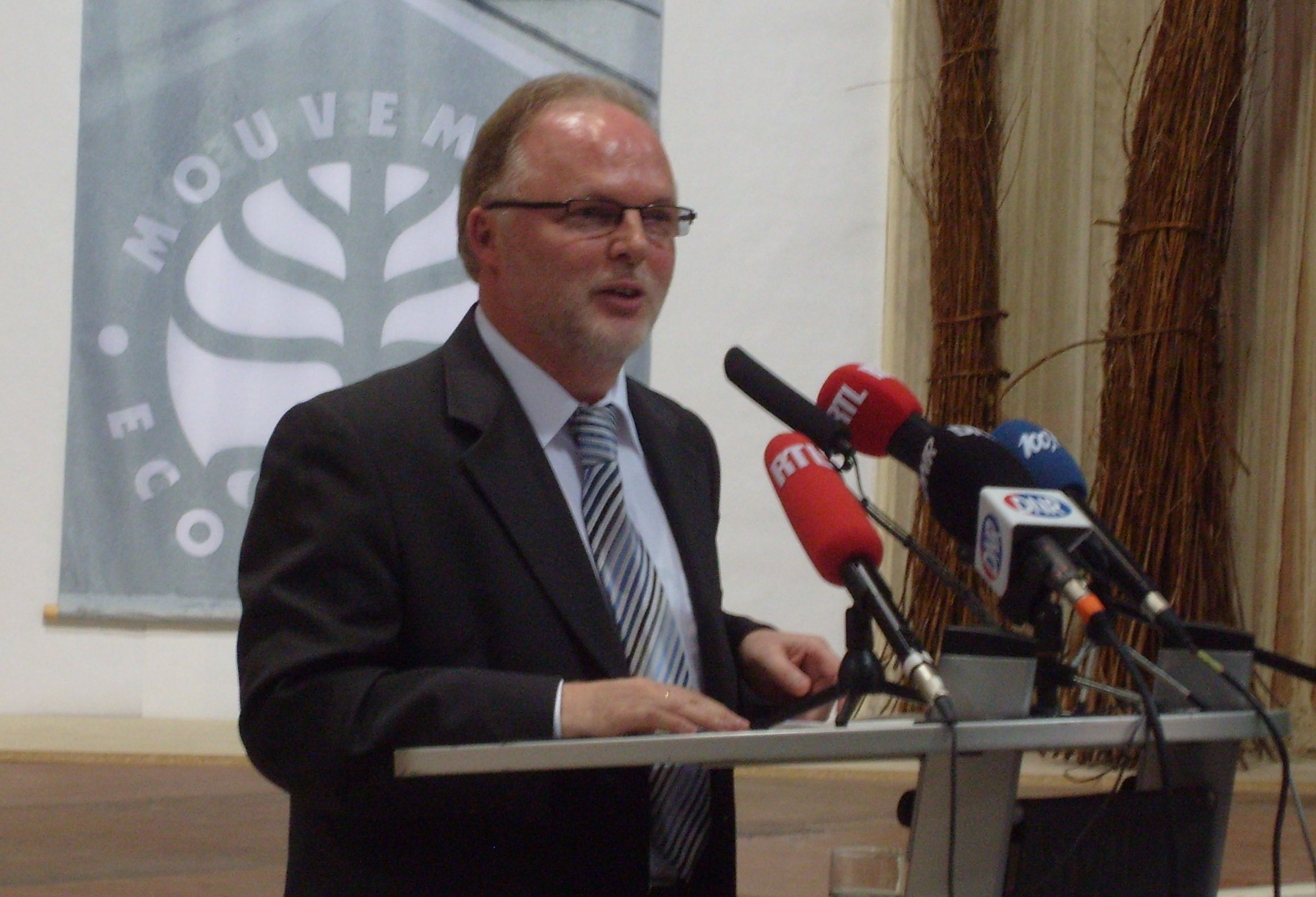
Lucien Lux (depuis 2013)
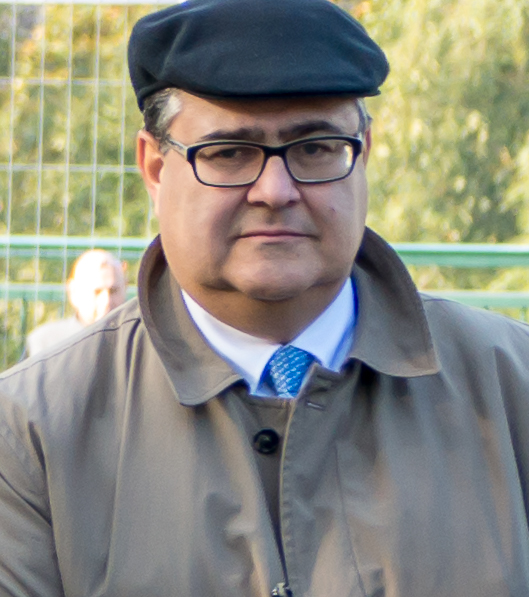
(depuis 2015)
(depuis 2015)
(depuis 2015)
(depuis 2015)
Isabelle Schlesser (depuis 2016)
(depuis 2018)
(depuis 2019)
(depuis 2019)
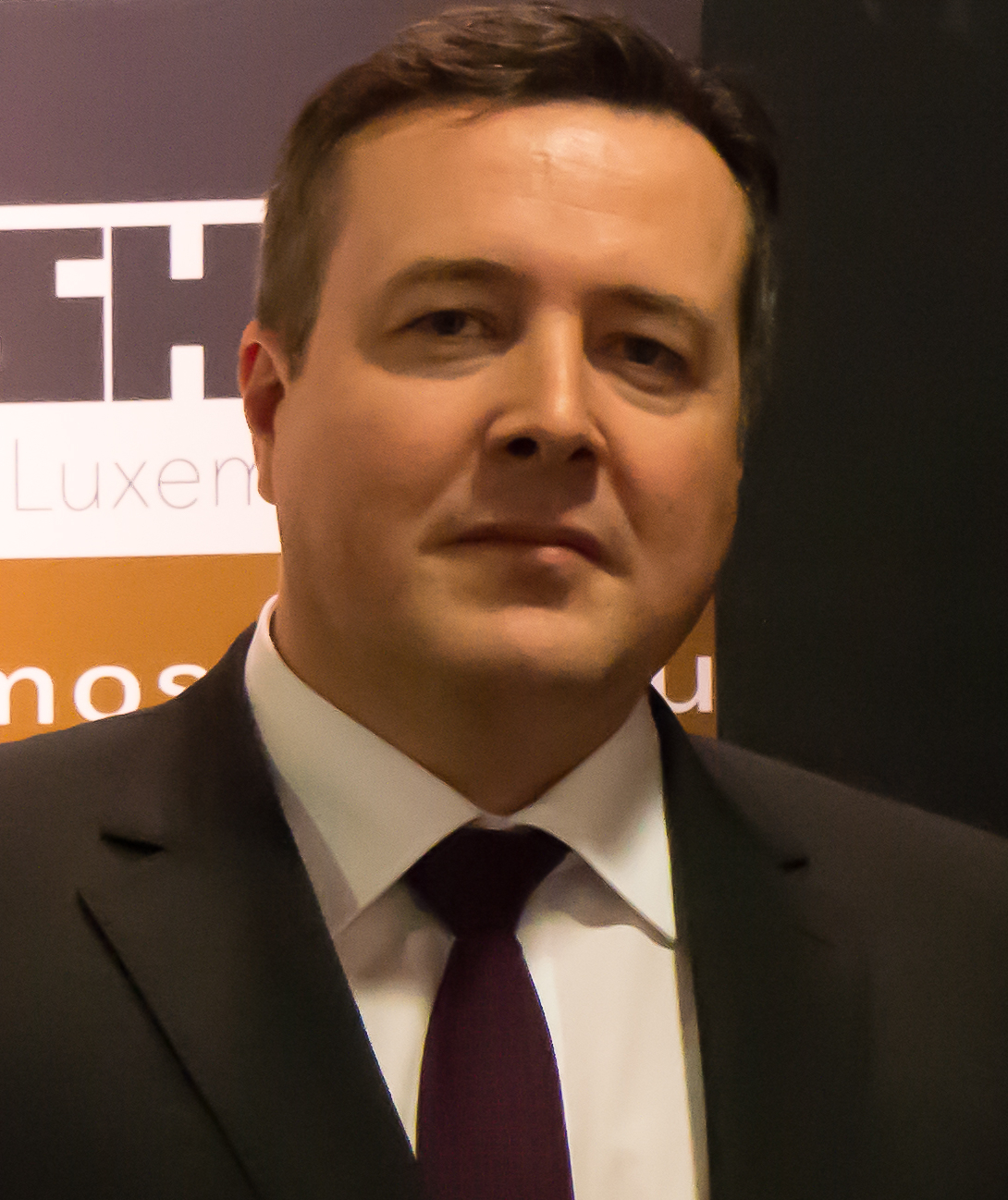
(depuis 2021)
(depuis 2021)
(depuis 2022)
(depuis 2022)
(depuis 2024)
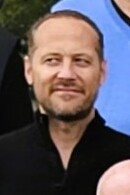
(depuis 2024)
(depuis 2024)
(depuis 2025)

Pour être nommé membre, il faut être de nationalité luxembourgeoise, être âgé de 30 ans, jouir des droits civils et politiques et résider au Luxembourg. La fonction de membre est compatible avec toute autre fonction et toute profession, sauf avec les fonctions de membre du Gouvernement, de magistrat de la Cour administrative ou du Tribunal administratif ainsi qu'avec les mandats de membres de la Chambre des députés et du Parlement européen, d'une chambre professionnelle ou du Conseil économique et social.
Les membres sont nommés par le Grand-duc, alternativement et dans l'ordre suivant :
1. sur proposition d'un candidat par le Gouvernement ;
2. sur proposition d'un candidat par la Chambre des députés ;
3. sur proposition d'un candidat par le Conseil d'État.

Lors de la désignation d'un candidat, l'autorité investie du pouvoir de proposition :
1. veille à ce que la composition tienne compte des partis politiques représentés à la Chambre des députés, à condition d'avoir obtenu au moins trois sièges au cours de chacune des deux dernières élections législatives ;
2. tend à assurer une représentation équilibrée des femmes et des hommes dans la composition. Le nombre du sexe sous-représenté ne peut être inférieur à sept.

Les conseillers d'État sont révoqués par le Grand-duc avec l'assentiment du Conseil d'État. En séance plénière, le Conseil d'État est entendu sur les motifs de la révocation.

### Commissions
Les commissions sont chargées d'examiner les projets et propositions de loi, les projets de règlement grand-ducal, les amendements ainsi que les demandes d'avis déférés au par le Gouvernement ou par la loi. Elles peuvent encore étudier de leur propre initiative l'opportunité de nouvelles lois ou de nouveaux règlements ou de modifications à introduire dans les lois et règlements existants. Un ou plusieurs rapporteurs désignés sont chargés de l'élaboration d'un projet d'avis ou de délibération.
Les commissions permanentes sont composées des membres figurant sur la liste arrêtée par le Bureau. Il peut être formé des commissions spéciales par le président pour l'examen des affaires qui ont un caractère particulier. Le président fixe la composition de ces commissions. Chaque conseiller d'État peut assister avec voix délibérative, soit de sa propre initiative, soit à la demande d'un président de commission, aux réunions d'une commission dont il n'est pas membre. Le secrétaire général peut assister aux réunions de commission.
Les membres du Gouvernement et la commission parlementaire chargés du projet ou de la proposition de loi doivent être entendus par les commissions chaque fois qu'ils le demandent aux fins de livrer des éclaircissements aux affaires en délibération. À leur tour, les commissions peuvent appeler à leurs délibérations les personnes qui leur paraissent pouvoir éclairer la délibération par les connaissances spéciales de celles-ci. Elles peuvent encore convoquer, sur la désignation des membres du Gouvernement, des fonctionnaires et agents publics pour obtenir des éclaircissements sur les affaires en délibération.
Les séances des commissions ne sont pas publiques.